# Prix Carlo Marangoni
Le Prix Carlo Marangoni (en italien Premio Carlo Marangoni), également nommé Mémorial Fabio Jegher, est une course hippique de trot attelé se déroulant au mois de septembre sur l'hippodrome de Turin (à Milan en 2022).
C'est une course de Groupe I réservée aux poulains de 3 ans.
Elle se court sur la distance de 2 100 mètres (2 250 mètres en 2022). En 2024, l'allocation est de 154 000 € dont 64 400 € pour le vainqueur.

## Palmarès depuis 1982
| Année | Vainqueur           | Driver                 |
| ----- | ------------------- | ---------------------- |
| 2024  | Frank Gio           | Matthieu Abrivard      |
| 2023  | Eolo Jet            | Massimiliano Castaldo  |
| 2022  | Dimitri Ferm        | Andrea Farolfi         |
| 2021  | Callmethebreeze     | Andrea Guzzinati       |
| 2020  | Blackflash Bar      | Santo Mollo            |
| 2019  | Axl Rose            | Alessandro Gocciadoro  |
| 2018  | Course non disputée | Course non disputée    |
| 2017  | Vash Top            | Gabriele Gelormini     |
| 2016  | Urlo dei Venti      | Manuele Matteini       |
| 2015  | Timone EK           | Federico Esposito      |
| 2014  | Sceicco             | Andrea Guzzinati       |
| 2013  | Rotary OK           | Marco Smorgon          |
| 2012  | Pascia' Lest        | Enrico Bellei          |
| 2011  | Obama Gar           | Enrico Bellei          |
| 2010  | Non Solo Bar        | Marco Smorgon          |
| 2009  | Mind Wise As        | Giuseppe Pietro Maisto |
| 2008  | Lana del Rio        | Santo Mollo            |
| 2007  | Iglesias            | Pietro Gubellini       |
| 2006  | Giulia Grif         | Marco Smorgon          |
| 2005  | Farifant            | Enrico Bellei          |
| 2004  | Equinox Bi          | Enrico Bellei          |
| 2003  | Daguet Rapide       | Pietro Gubellini       |
| 2002  | Ciac Mat            | Carlo Rossi            |
| 2001  | Brandy dei Fiori    | Biagio Lo Verde        |
| 2000  | Air Force Blue      | Andrea Guzzinati       |
| 1999  | Zambesi Bi          | Mauro Biasuzzi         |
| 1998  | Varenne             | Giampaolo Minnucci     |
| 1997  | Uronometro          | Enrico Bellei          |
| 1996  | Tinak Mo            | Biagio Lo Verde        |
| 1995  | Sole Degli Dei      | Enrico Bellei          |
| 1994  | Ricettatore         | Glauco Cicognani       |
| 1993  | Park Ok             | Antonio Luongo         |
| 1992  | Orneus              | Alessandro Cicognani   |
| 1991  | Nabila Om           | Lamberto Guzzinati     |
| 1990  | Montaione           | Antonio Storti         |
| 1989  | Lemon Dra           | William Casoli         |
| 1988  | Iduard              | Giuseppe Rossi         |
| 1987  | Gitana d'Asolo      | Mario Rivara           |
| 1986  | Flamingo Om         | Giuseppe Guzzinati     |
| 1985  | Esotico Prad        | Giuseppe Guzzinati     |
| 1984  | Darif Effe          | Giancarlo Baldi        |
| 1983  | Cromyko             | Simone Varetto         |
| 1982  | Betrozir Mo         | E. Monti               |